# エルドニア

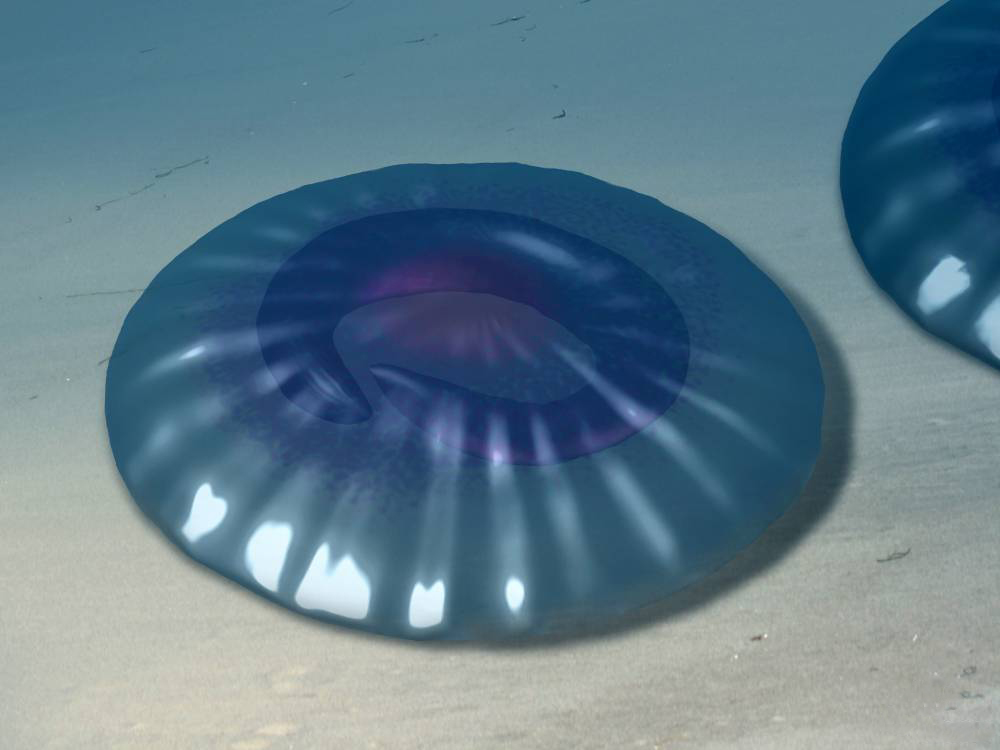
生態復元想像図
（ノブ・タムラ2017年版）

エルドニア（学名：Eldonia）とは、澄江動物群およびバージェス動物群に属する動物。絶滅種。皿のような形の動物である。

## 分類

### シノニム
- Yunnanomedusa Sun et Hou, 1987
- Stellostomites Sun and Hou 1987

### 下位分類
エルドニア属の種としては、以下の3つが知られている。ただ、それぞれを別属と見做す学説もある。オルドビス紀でもその近縁種の化石の存在が確認されている。
- Eldonia ludwigi Walcott 1911　-　バージェス動物群に属する。チャールズ・ウォルコットが記載した模式種。
- Eldonia eumorpha (Sun, Hou et Lu, 1987)　-　澄江生物群に属する。当初はクラゲと考えられ、Stellostomites の属名で記載された。
- Eldonia berbera Alessandrello 2003　-　アンティアトラス山脈出土。

## 形質
エルドニアは、古生代カンブリア紀から知られる動物化石で、バージェス生物群・澄江生物群のどちらからも知られている。
化石そのものは円形でなめらかなもので、硬い組織からなる部分はない。直径は最大で20cm程度。縁はやや波打っており、全体に放射方向の皺がある。これは体内の隔壁で、体を支えるものと見られる。また、同心円のような皺が見られ、これは辺縁成長を行っていた証拠とも言われる。往々にして複数がまとまって発見される。
中央付近にやや着色した管があって、これが消化管と考えられている。この部分は中央付近で平面の螺旋状に一巡りし、両端は中心をやや外れた位置にある。その片方の周辺には触手らしきものが見られる。触手は口のそばに対をなす塊になって生じていたらしい。
その他、葉足動物のミクロディクティオンやパウキポディアが一緒に見つかることから、これらはエルドニアを宿主として生活していたのではないかとも考えられている。

## 復元
この生物は、バージェスの化石に基づいて1911年にチャールズ・ウォルコットが記載したものであり、彼はこれを浮遊性のナマコ類と見なした。
マドセンはこの見方を踏襲し、先に消化管とした部分はナマコの胴体であると考えた。そして円盤状の浮き袋があり、その下面からナマコの本体である細長い胴体がぶら下がっていた、という復元図を示している。しかし、ほとんどの研究者はこの部分を消化管であり、円盤状の胴体に内蔵されていたと見なしている。ダーハムは浅いお皿形で水中に皿を伏せた姿勢で漂う、中央がやや盛り上がった姿に復元した。触手は口の周りにささやかに広がる形である。おおむねはダーハムの復元が支持されている。
なお、分類上の位置については議論がある。古くはクラゲ類ではないかとの説もあった。現在ではそちらは取り上げられないが、ナマコ類という判断そのものには疑問が向けられることも多い。浮遊性のナマコという発想そのものは決して突飛なものではなく、現生種にもクラゲナマコというのがある。これは触手の部分が広がってクラゲの傘にあたる形になったもので、深海性の種である。しかし、エルドニアの場合、ナマコと判断できる特徴は乏しい。管足や歩帯など、棘皮動物に特徴的な構造は見られないし、五放射相称でもない。ただしそのような特徴が見られないナマコは現生でも少なくない。消化管が渦巻く配置を取るのはよくあるが、ナマコ類では普通は先端から後端まで直線的であり、この動物のように口と肛門が同じ側に開くのも例がない。

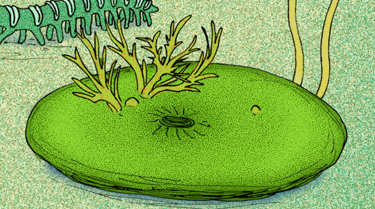
「海底に半ば埋まった触手動物」としての生態復元想像図

このほか、触手動物門に属するのではないかとの説もある。ジクは、この動物がディノミスクスらと同一の分類群に属するものと見なし、まとめてエルドニア綱 Eldonioidea を立てる提案をした。これは、口のそばにある触手が触手冠を構成しているとの判断によるものである。他に口と肛門の位置関係なども共通している。しかし彼の見解はむしろ、上記のような理由でナマコとは考えられない、という否定的判断に基づく面が強いようである。
また、ジクはその生態についても全く異なる見解を示した。化石ではミクロディクティオンなどが一緒に見つかることから、これらの動物が浮遊生のこの動物に付着していたとの考えがあったが、これをむしろ底在性の動物であった証拠と見なし、盛り上がった側を浅く泥にめり込ませるようにして底生生活していたとの判断をしている。